# うぶ恋BLアンソロジー
『うぶ恋BLアンソロジー』（うぶこいビーエルアンソロジー）は、双葉社の漫画レーベル「マージナル&hコミックス」で刊行されている、ボーイズラブ漫画の短編集である。
表紙は既刊の3巻とも宮田トヲルが担当している。

## 書誌情報
- 『うぶ恋BLアンソロジー』双葉社〈マージナル&hコミックス〉、既刊3巻（2022年8月現在）
  1. 『僕らが恋する5秒前』2021年3月23日[1]、ISBN 978-4-575-38082-8
  2. 『僕らのはじめて』2021年12月10日[2]、ISBN 978-4-575-38099-6
  3. 『君が好きすぎる!』2022年8月19日[3]、ISBN 978-4-575-38117-7

## 参加作家
作家名で五十音順。★は全巻通して参加した作家。
あおぽめ
3巻目に「初夏の雪解け」を寄稿。
赤佐たな（あかさ たな）
2巻目に「やっぱり好きなの」を寄稿。
馬あぐり（うま あぐり）
1巻目に「（沼に落ちた音）」を寄稿。
小木カンヌ（おぎ カンヌ）★
1巻目に「恋する杏仁豆腐」を、2巻目に「ゆく恋くる恋」を、3巻目に「愛を育てる」を寄稿。
沖田有帆（おきた ゆうほ）
2巻目に「キスしたい」を、3巻目に「幼馴染は吸血鬼を溺愛中♥」を寄稿。
奥嶋ひろまさ（おくじま ひろまさ）
1巻目に「ストロベリーフィールズの夢」を寄稿。
奥田枠（おくだ わく）
1巻目に「無機物ダーリン」を寄稿。
カシオ
1巻目に「はやとちり」を寄稿。
暮田マキネ（くれた マキネ）
2巻目に「間に合わなかった恋の話」を寄稿。
ことぶき
1巻目に「呪いを解く呪い」を寄稿。
こふで
2巻目に「恋文」を寄稿。
紺吉（こんきち）
1巻目に「幼馴染がヤバイ話」を、3巻目に「焼く人」を寄稿。
佐藤アキヒト（さとう アキヒト）
1巻目に「最終試合」を寄稿。
参号ミツル（さんごう ミツル）
1巻目に「雪解けを知る」を、2巻目に「続・雪解けを知る」を寄稿。
しおのこうじ
3巻目に「一途なショタが兄ちゃんを追いかけてきたお話」を寄稿。
すずり街（すずりまち）★
1巻目に「小鳥遊くんの攻略対象」を寄稿。
2巻目に「12年待てさせています」を、3巻目に「12年待てさせていました」（続編）を寄稿。
ツトム
1巻目に「夜風にうつつ」を寄稿。
鶴谷香央理（つるたに かおり）
1巻目に「さがしもの」を寄稿。
tunral（つんらる）
1巻目に「まあまあ」を寄稿。
天河藍（てんかわ あい）
2巻目に「癒しと友情と攻防戦」を寄稿。
トウテムポール
1巻目に「ぎゅー」を寄稿。
新本浦子（にいもと うらこ）
3巻目に「運命稟議、起案中」を寄稿。
ニラカネユキ
3巻目に「明けの日」を寄稿。
noji（のじ）
1巻目に「さとうしお」を、2巻目に「ジャージ伸びたまま戻らず」（続編）を寄稿。
灰田ナナコ（はいだ ナナコ）
3巻目に「ずっと隣で」を寄稿。
羽純ハナ（はすみ ハナ）
1巻目に「臆病者と熱帯魚」を、3巻目に「臆病者と熱帯魚2」（続編）を寄稿。
万丈梓（ばんじょう あずさ）
1巻目に「不機嫌なTrap」を、2巻目に「ファーストアンドラスト」を寄稿。
日野雄飛（ひの ゆうひ）
1巻目に「誰と飲むかが酒の味」を寄稿。
びみ太（びみた）
1巻目に「先生とメカクレショタ」を寄稿。
藤咲もえ（ふじさき もえ）★
1巻目に「片恋獏の添い寝屋さん」を、2巻目に「添い寝屋獏とりんご飴」（続編）を、3巻目に「添い寝獏の寝かしつけ」（続編）を寄稿。
ふじとび
2巻目に「ミルクティー」を寄稿。
ふるやちるこ★
1巻目に「不眠にキくトモダチ」を、2巻目に「不眠になるトモダチ」（続編）を、3巻目に「想い交わすトモダチ」（続編）を寄稿。
ホームラン・拳（ホームラン けん）
1巻目に「誰にも言えない」を、2巻目に「隣に住む年下少年が末恐ろしい」を寄稿。
三戸（みと）
1巻目に「きみをえがきたい」を寄稿。
宮田トヲル（みやた トヲル）★
1巻目に「このドッキリは本物です。」を寄稿。
2巻目に「青春、かくも青く。」を、3巻目に「黄昏、かくも朱く。」（続編）を寄稿。
毛魂一直線（もうこんいっちょくせん）★
1巻目に「どこに出しても恥ずかしい恋」を、2巻目に「#いいねくれた人お迎えに行きます（お前のみ）」を、3巻目に「桜に攫われる前に攫いたい」を寄稿。
桃尻ひばり（ももじり ひばり）
1巻目に「友達の告白」を、2巻目に「甘い爪痕」を寄稿。
百瀬あん（ももせ あん）
2巻目に「初夜・第一戦開幕」を寄稿。
文善やよひ（もんぜん やよひ）
1巻目に「好きだったお姉ちゃんに10年ぶりに会いに行ったら男だった件」を寄稿。
らくたしょうこ★
1巻目に「同じ月を見てる」を、2巻目に「ファーストキスの向こう側」を、3巻目に「SWITCH」を寄稿。
リトルエヌ
2巻目に「もしかしてスキャンダル?」を寄稿。
りのえ
3巻目に「#ヤクザの坊ちゃんと付き人」を寄稿。
ん村（んむら）
1巻目に「ストロベリービターチョコレート」を寄稿。